# Marquesado de Iturbieta
El marquesado de Iturbieta es un título nobiliario español de carácter hereditario concedido por Felipe V de España por real decreto del 22 de noviembre de 1740 y real despacho del 19 de enero de 1741, a favor de Miguel Arizcún y Mendinueta  «en atención a sus méritos y a los de sus ascendientes en la milicia y órdenes», con el vizcondado previo de Prado Alto.

## Marqueses de Iturbieta
|                       | Titular                                     | Periodo               |
| Creación por Felipe V | Creación por Felipe V                       | Creación por Felipe V |
| --------------------- | ------------------------------------------- | --------------------- |
| I                     | Miguel de Arizcun y Mendinueta              | 1741                  |
| II                    | Francisco de Arizcun y Mendinueta           | 1741-1763             |
| III                   | Manuel de Arizcun y Horcasitas              | 1763-1819             |
| IV                    | Miguel Francisco de Arizcun y Pineda        | 1819-1855             |
| V                     | Miguel Francisco de Arizcun y Tilly         | 1855-1878             |
| VI                    | María de las Angustias de Arizcun y Heredia | 1878-1896             |
| VII                   | Alfonso Martos y Arizcun                    | 1896-1954             |
| VIII                  | Alfonso Martos y Zabalburu                  | 1955-1968             |
| IX                    | Juan Alfonso Martos y Azlor de Aragón       | 1969-1999             |
| X                     | Ignacio Martos y Blázquez                   | 1999-hoy              |

## Historia de los marqueses de Iturbieta
- Miguel de Arizcun y Mendinueta (Elizondo, 18 de octubre de 1691-Madrid, noviembre de 1741)  I marqués de Iturbieta.[2] Era hijo de Miguel de Arizcun (n. 20 de septiembre de 1668), señor de la Casa de Arozarena en Elizondo y alcalde del valle de Baztán en 1749, y de María de Galant de Mendinueta.[3]

Soltero, sin descendencia, le sucedió su hermano:
- Francisco de Arizcun y Mendinueta (Elizondo, 18 de noviembre de 1685-1763), II marqués de Iturbieta.[4]

Casó el 11 de octubre de 1722, en Puebla de los Ángeles (México), con María Josefa Irigoyen y de la Fuente (Puebla de los Ángeles (México), 24 de julio de 1702-Madrid, 7 de enero de 1757).
Fueron padres, entre otros, de: Francisco Javier de Arizcun e Irigoyen (m. 29 de noviembre de 1757) que no heredó el título por haber fallecido antes que su padre. Había casado con Blasa Manuela de Horcasitas y Salazar y fueron los padres de Manuel de Arizcun y Horcasitas que heredó el título y fue el III marqués de Iturbieta.  El otro hijo, Miguel Cipriano de Arizcun e Irigoyen, coronel de caballería y caballero de la Orden de Santiago, contrajo matrimonio con Ángela Clara de Pineda y Ramírez, (n. Santiago de Guatemala de Indias, 2 de octubre de 1749) Guatemala), hija de José Pineda Tabares, oidor de la Chancillería de Guatemala, caballero de la Orden de Santiago, y de María Josefa Ramírez Maldonado. Fueron los padres de Miguel Francisco de Arizcun y Pineda. Este último sucedió a su primo hermano, Manuel de Arizcun y Horcasitas, y fue el IV marqués de Iturbieta. En 13 de octubre de 1763, le sucedió su nieto, hijo de su hijo primogénito:
- Manuel de Arizcun y Horcasitas (Madrid, 22 de agosto de 1750-1819), III marqués de Iturbieta,[6] regidor perpetuo de Segovia, alcalde de Madrid (1812 y 1813) y caballero de la Orden de Santiago.

Casó con María Juana Sierra y Ferrera con quien tuvo solamente a una hija, Nicanora María Arizcun Sierra (Madrid, 10 de enero de 1780-Madrid, 1805) que falleció antes que su padre y que casó con Juan de Mata Garro Robles, IV marqués de las Hormazas.  Le sucedió su primo hermano:
- Miguel Francisco de Arizcun y Pineda (n. Pamplona, 7 de mayo de 1765), IV marqués de Iturbieta.[8][1]

Casó en primeras nupcias con Josefa Tilly y Montaner (Madrid, 20 de marzo de 1780-Madrid, 18 de febrero de 1815), II condesa de Tilly. Contrajo un segundo matrimonio con María del Pilar Flórez y Gutiérrez de Terán. En 1855 le sucedió su hijo del primer matrimonio:
- Miguel Francisco de Arizcun y Tilly (Madrid, 9 de marzo de 1800-12 de mayo de 1878), V marqués de Iturbieta,[1] III conde de Tilly, caballero de la Orden de Calatrava, maestrante de Granada, gran cruz de Carlos III, senador vitalicio, gentilhombre de cámara del rey y teniente coronel graduado de caballería.[1][9]

Contrajo matrimonio el 24 de abril de 1823, en la parroquia de San Sebastián, Madrid, con Narcisa de Heredia y Cerviño (Aranjuez, 1804-Madrid, 8 de abril de 1829), hija de Narciso de Heredia y Begines de los Ríos, II conde de Heredia-Spínola y I marqués de Heredia, y de su esposa, María de la Soledad Cerviño y Pontejos.
- María de las Angustias de Arizcun y Heredia (Granada, 8 de noviembre de 1826-9 de agosto de 1896), VI marquesa de Iturbieta,[12] III condesa de Heredia-Spínola, grande de España,[11] y IV condesa de Tilly.[13] Fue dama de honor de las reinas Isabel II, María de las Mercedes y María Cristina, así como dama noble de la Orden de María Luisa y de la Orden de Santa Isabel de Portugal.[14]

Casó el 19 de julio de 1852 con Luis Martos y Potestad, alcalde y gobernador civil de Madrid (m. 1892). Le sucedió su hijo:
- Alfonso Martos y Arizcun (Madrid, 24 de julio de 1871-El Plantío, 20 de marzo de 1954), VII marqués de Iturbieta,[17][18] IV conde de Heredia-Spínola,[19] X marqués de Fuentes,[18]  V marqués de Valcerrada,[18] VI marqués de Casa Tilly,[18] V conde de Tilly,[18] IV vizconde de Ugena,[18] caballero de la Orden de Calatrava, de la Orden de Malta, maestrante de Granada, gentilhombre de cámara del rey, y diputado y senador por derecho propio:[20]

Casó el 31 de mayo de 1900 con Carmen Zabálburu y Mazarredo (m. 1964). Cedió el título de marqués de Iturbieta a su hijo que le sucedió en 1955:
- Alfonso Martos y Zabalburu (San Sebastián, 23 de junio de 1907-30 de diciembre de 1988), VIII marqués de Iturbieta,[21][b] caballero de la Orden de Calatrava y de la Orden de Malta.[21]

Casó el 16 de enero de 1941 con María del Carmen Josefa Azlor de Aragón y Guillamas (1912-1988), hija de José Antonio Azlor de Aragón y Hurtado de Zaldívar, XIV conde de Luna, X conde de Guara, XIII marqués de Cortes, etc., y de María Isabel Guillamas y Caro, XI marquesa de San Felices, VII condesa de Mollina, XI condesa de Villalcázar de Sirga, etc. Cedió el título a sucedió su hijo que le sucedió en 1969):
- Juan Alfonso Martos y Azlor de Aragón (n. San Sebastián, 29 de agosto de 1942), IX marqués de Iturbieta,[22] IX duque de Granada de Ega, comendador mayor de la Orden de Calatrava y caballero de la Orden de Malta.[21]

Casó en junio de 1970, en Sevilla, con Fátima Blázquez de Lora. Cedió el título a su hijo que le sucedió en 1999:
- Ignacio Martos y Blázquez, X marqués de Iturbieta.[23]